# Javier Manjarín
Javier Manjarín Pereda, dit Javier Manjarín, est un footballeur espagnol, né le 31 décembre 1969 à Gijón (Espagne). Il jouait au poste d'attaquant.

## Biographie
Formé depuis l'âge de ses quinze ans à l'école de football de Maréo au Sporting Gijon, Javier Manjarin arrive en équipe première au cours de la saison 1989-1990, dont l'équipe joue en troisième division. Il joue son premier match avec le Sporting Gijon, en première division, le 8 octobre 1989 contre Bilbao au stade El Molinon qui s'est terminé par une défaite (0-1). Il va jouer 29 matchs durant cette saison. Il s'impose en tant que titulaire la saison suivante avec l'entraineur Ciriaco Cano et se qualifie pour la Coupe UEFA. Il côtoie quelques jeunes joueurs prometteurs comme les futurs barcelonais Abelardo et Luis Enrique. Il remporte également les JO de 1992 avec les espoirs espagnols, sans jouer la moindre minute.
En 1993 il signe en faveur de l'ambitieux Deportivo La Corogne de Bebeto. Il va passer six ans dans le club galicien et accumuler les places d'honneur en championnat (2e en 1994 et 1995, 3e en 1997). Il remporte malgré ces échecs relatifs deux trophées en 1995, la coupe d'Espagne (en battant le Valence CF) et la Supercoupe d'Espagne (face au Real Madrid).
Au cours de ces années à La Corogne Javier Manjarin connut pendant deux ans les joies de la sélection espagnole. Il reste dans ce dernier jusqu'à 1999. Son premier match international fut joué à Grenade, le 6 septembre 1995, contre Chypre, et se solda par un 6-0 pour les espagnols. Il participa à l'Euro 1996, en Angleterre. Contre la Roumanie, il marqua au 1er tour, à la 11e minute de jeu, pour une victoire espagnole 2 buts à 1. L'Espagne fut éliminée en quarts par l'Angleterre aux tirs au but. Son dernier match avec l'Espagne fut joué à Valladolid, le 8 juin 1997, contre la République tchèque, et se solda par une victoire espagnole (1-0).
Après son départ de La Corogne, en 1999, il évolua pendant deux saisons au Racing Santander puis s'exila dans le championnat mexicain à l'Atlético Celaya et au Santos Laguna. Il rentra ensuite en Galice finir sa carrière en 2005 à l'Atlético Arteixo en 2e division B (3e niveau du football espagnol).
Maintenant, Javier Manjarín joue dans l'équipe Deportivo La Corogne de futsal avec laquelle il garde contact avec les plus grands joueurs de football de son temps. Il tient aussi un camp de football, avec Fran, durant l'été où il accueille plusieurs enfants de tout âge.

## Clubs
- 1989-1993 :  Real Sporting de Gijón
- 1993-1999 :  Deportivo La Corogne
- 1999-2001 :  Racing Santander
- 2001-2002 :  Atlético Celaya
- 2002-2003 :  Santos Laguna
- 2004-2005 :  Atlético Arteixo

## Palmarès
- Vainqueur des JO de 1992 de Barcelone avec l'Espagne
- Vainqueur de la Coupe d'Espagne de football en 1995
- Vainqueur de la Supercoupe d'Espagne en 1995